# هنري إل. جوست
هنري إل. جوست هو محامي وسياسي أمريكي، ولد في 6 ديسمبر 1873 في نيويورك في الولايات المتحدة، وتوفي في 13 يوليو 1950 في كانساس سيتي في الولايات المتحدة. نشط حزبياً في الحزب الديمقراطي. وقد انتخب عضو مجلس النواب الأمريكي ‏.